# Église Notre-Dame-et-Saint-André de Ferney-Voltaire
L'église Notre-Dame-et-Saint-André est un édifice religieux catholique situé en France sur la commune de Ferney-Voltaire, dans le département de l'Ain en région Auvergne-Rhône-Alpes.
Elle fait l’objet d'un classement au titre des monuments historiques depuis le 26 avril 1988.

## Situation
L'église s'élève au centre de la commune de Ferney-Voltaire, à l'angle formé par la Grand'Rue et la rue de l'Église. 

## Architecture
Dédiée à Notre-Dame de l'Assomption ainsi qu'à saint André, l'église est construite en 1825 et 1826 pour remplacer l'ancienne église Saint-André, en réaction à l'édification en 1824 d'un nouveau temple protestant.
De style néo-classique, l'édifice est construit selon un plan basilical. L'édifice est classé au titre des monuments historiques en 1988. Des visites guidées sont organisées durant la saison estivale.